# Nine Lives
Nine Lives er det 12. studiealbum fra amerikanske Aerosmith. Produceret af Kevin Shirley og udsendt i marts 1997. Nine Lives er det andet  Aerosmith album i træk, som nåede #1 på Billboard 200. Bedst kendt er nok nummeret Pink, som toppede som #27 på Billboard Single Top 100. På listen Mainstream Rock Tracks blev Pink #1, ligesom albummets første single, Falling In Love (Is Hard On The Knees). Singlen Pink sikrede bandet endnu en Grammy. Albummet blev til i en tid, hvor Aerosmith året før havde ligget i store stridigheder med bandets mangeårige manager Michael Collins. Hovedmanden bag bandets musikalske comeback. Bandet brød med Collins i 1996, men havde også visse interne stridigheder i processen op til Nine Lives albummet.

## Trackliste
- 1. "Nine Lives"
- 2. "Falling In Love (Is Hard On The Knees)"
- 3. "Hole In My Soul"
- 4. "Taste Of India"
- 5. "Full Circle"
- 6. "Something's Gotta Give"
- 7. "Ain't That A Bitch"
- 8. "The Farm"
- 9. "Crash"
- 10. "Kiss Your Past Good-Bye"
- 11. "Pink"
- 12. "Attitude Adjustment"
- 13. "Fallen Angels"